# 遠藤幹雄
遠藤 幹雄（えんどう みきお、Mikio Endo、1967年8月6日 - ）は、日本の作曲家・編曲家・音楽プロデューサー・DJ。

## 概要
国立音楽大学在学中よりファッションショーやイベントで自作を発表。同大学卒業後渋谷系と呼ばれるDJ達とクラブ・ミュージックを多数制作。青山骨董通りに有ったCLUB BLUEでマンスリーイベント Bluesnik Jazznightmare のメインDJを務めていた際、ユナイテッド・フューチャー・オーガニゼイション の矢部直に作品を見いだされ、同ユニットのアルバム『3rd. Perspective』（1996 マーキュリー・ミュージックエンタテインメント）に共同プロデューサーとして全面参加。その中の楽曲「The Planet Plan」は世界32カ国で発売され、映画『Mr.インクレディブル』（2004 ディズニー ピクサー）のCM曲に使用される。映画『キューティーハニー』（2004 ワーナー・ブラザース）で庵野秀明に抜擢。以降テレビドラマ、映画のサウンドトラック、コマーシャルメッセージなど制作ジャンルを広げる。

## 代表作

### 映画
- キューティーハニー（2004 ワーナー・ブラザース）
- ワルボロ （2007 東映）
- ミチずレ （2014 ndjcシネバザール）
- 劇場版 K MISSING KINGS（2014 GoHands）
- 劇場版 K SEVEN STORIES
  - Episode 1 R:B 〜BLAZE〜（2018 GoHands）
  - Episode 2 SIDE:BLUE 〜天狼の如く〜（2018 GoHands）
  - Episode 3 SIDE:GREEN 〜上書き世界〜（2018 GoHands）
  - Episode 4 Lost Small World 〜檻の向こうに〜（2018 GoHands）
  - Episode 5 メモリー・オブ・レッド 〜BURN〜（2018 GoHands）
  - Episode 6 Circle Vision 〜Nameless Song〜（2018 GoHands）
- 子どもたちをよろしく （2020 子どもたちをよろしく製作運動体）

### ドラマ
- ヤンキー母校に帰る（2004 TBS　金曜ドラマ）
- らんぼう（2006 日本テレビ　DRAMA COMPLEX）
- 花の誇り（2008 NHK総合　時代劇スペシャル）
- 秘密諜報員 エリカ（2011 読売テレビ　木曜ミステリーシアター）
- そこをなんとか（2012 NHK BSプレミアム）
- そこをなんとか2（2014 NHK BSプレミアム）

### テレビアニメ
- ヤンボウ ニンボウ トンボウ（1995 NHK-BS2）
- K（2012 GoHands MBS）
- COPPELION（2013 コッペリオン製作委員会）[1]
- K RETURN OF KINGS（2015 GoHands 毎日放送）
- 双星の陰陽師（2016 集英社・双星の陰陽師制作委員会・ テレビ東京）

### TV（オープニングテーマ曲）
- 中国語会話（1995 NHK教育）
- Bijin（1996 テレビ東京）
- 快体新書（1997 テレビ東京）
- 超速スピナー LOOP&LOOP（1999 唄森久保祥太郎 テレビ東京）
- BS シネマの贈り物（2003 NHK BS）
- すくすく子育て（2005 NHK教育）
- 出社が楽しい経済学第1、2シリーズ （2009 NHK教育）
- 新BSディベート（2009 NHK BS1）
- 地域発!ぐるっと日本（2009 NHK総合）
- ウィークエンド中部（2013 NHK名古屋）

### CM
- 丸井 In The Room（2004）
- 丸井 北千住店オープン（2004）
- 丸井 しろつめ草シリーズ全5作（吹石一恵主演Party Style1, 2, 3, Beach Style, 浴衣編）（2004）
- AIGスター生命保険（2009）

### 楽曲提供・共作
- routine / Asian Window （1994 ビクターエンタテインメント）
- ユナイテッド・フューチャー・オーガニゼイション
  - 3rd Perspective（1996 マーキュリー・ミュージックエンタテインメント）
  - Bon Voyage （1999 マーキュリー・ミュージックエンタテインメント）
- SINSKE / Nouveau Vent （2003 SMEJ INFINITY 収録）
- ザマギ / めんどくさい vs やってみようのスタイル、skyward （2005 R and Cすごい話があるんだ、聞いたらたまげるぞ！収録 ）

### 編曲・演奏
- COSA NOSTRA / Hip Talk（1994 トイズファクトリー）
- 松浦俊夫 / ルパン三世’78(WALTHER P99 MIX)（1998 日本コロムビアPUNCH THE MONKEY！収録）
- United Future Organization / ディス・マスカレイド、見えない世界（1998 ワーナーミュージック・ジャパンダイナマイト・グルーヴ・ワダ・アキコ（和田アキ子）収録）
- トリッキー / Song For Sachiko（2001 ハリウッド・レコード Blow Back 収録）
- 大黒摩季 / 0℃のTENDERNESS（2003 EMIミュージック・ジャパン RHYTHM BLACK 収録）
- 佐田真由美 / Faith～時の脈拍～（2003 ユニバーサルJ 映画天使の牙B.T.A.オリジナル・サウンドトラック 収録）
- 伊禮麻乃 / moon night（2004 ファースト・エイド・ネットワークLife is melody 収録）
- 倉橋ヨエコ / 損と嘘（2007 ビクターエンタテインメント　テレビ東京給与明細　エンディング・テーマ）
- AKAKAGE / 青の世界 feat. CRAZY KEN（横山剣）（2011 iTunes配信 カシオ計算機腕時計OCEANUS CM曲）

### リミックス
- the asei(小林亜星)remixes 収録 夜がくる(2001年むらさきの色の夜明けmix)（2001 日本クラウン）
- 山下毅雄の全貌7ヤマタケ・カーニバル 収録 霊感ヤマカン第六感オープニングテーマ～いちかばちかMIX（2001 日本クラウン）
- h Ueda / The Last 収録 tsugaru 8000 (white circle mix 1)（2002 TRANSCEND）

### ゲーム
- beatmania
  - GOTTAMIX 収録 Manmachine Plays Jazz、luv foundation（1999 コナミ）
  - GOTTAMIX2 収録 stream（2000 コナミ）
- ロマンチック世代交代バトル『双星の陰陽師』（2017 バンダイナムコ）